# Santa Croya de Tera
Santa Croya de Tera község Spanyolországban,  Zamora tartományban. Santa Croya de Tera Camarzana de Tera községgel határos. Lakosainak száma 260 fő (2024).

## Népesség
A település népessége az utóbbi években az alábbiak szerint változott:
| Lakosok száma | 473  | 422  | 405  | 388  | 348  | 335  | 316  | 299  | 291  | 260  |
|               | 2001 | 2004 | 2007 | 2009 | 2012 | 2014 | 2017 | 2019 | 2022 | 2024 |